# Culcita macrocarpa
Culcita macrocarpa — вид рослин з родини Culcitaceae. Етимологія: makros — «великий», carpos — «фрукт».

## Опис
Це наземна багаторічна вічнозелена рослина з товстим, повзучим кореневищем. Кореневище може досягати більше метра в довжину. Черешок зазвичай має ту ж довжину, що і лист. Спори ниркоподібні, захищені індузієм, дозрівають з березня по квітень.

## Поширення. Екологія
Батьківщина: Іспанія (вкл. Канарські острови), Гібралтар, Азорські острови, Мадейра (Португалія). Натуралізований: Португалія. Росте в районах з підвищеною вологістю в ґрунті й атмосфері та з невеликими коливаннями температури. Ідеальний субстрат для розвитку: органічні кислі ґрунти, багаті гумусом, розташований в темних і кам'янистих місцях. Найсприятливішим місцем проживання є ліси прибережних районів.

## Охорона
Стан окремих природних популяцій виду в межах ареалу перебуває в нестабільному стані. Саме тому він, згідно з Червоним списком МСОП, отримав охоронний статус «вид, близький до стану загрози зникнення». У ряді регіонів спостерігається тенденція до зниження чисельності популяції виду, що потребує запровадження додаткових охоронних заходів. Тому, Culcita macrocarpa занесений також до Додатку І Бернської конвенції (охоронна категорія: вид підлягає особливій охороні) та Директиви Європейського Союзу 92/43/ЄС «Про збереження природних оселищ та видів природної фауни і флори» (Додаток ІІ. Види рослин і тварин, що становлять особливий інтерес для Європейського Союзу, збереження яких потребує створення територій особливої охорони).

## Галерея

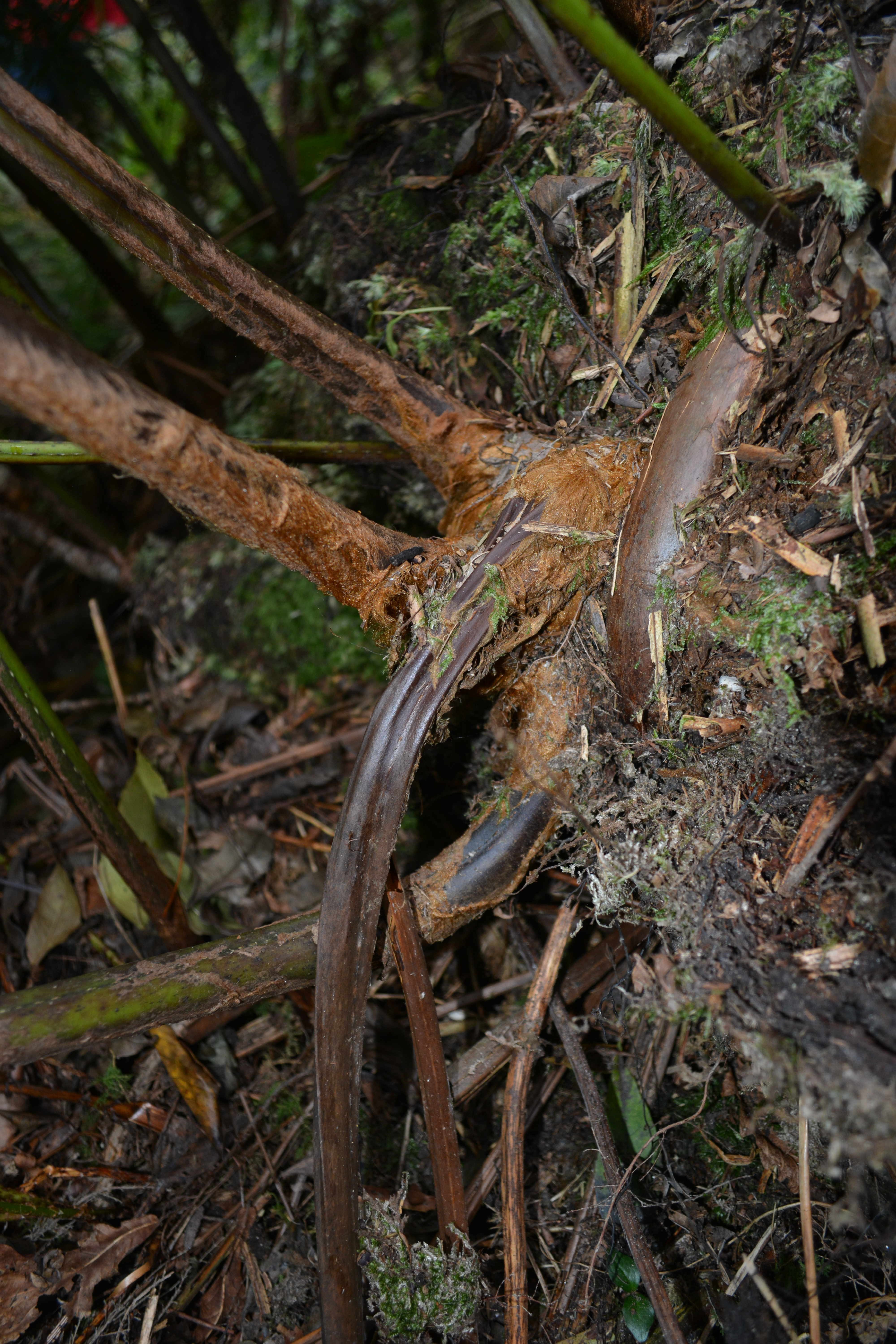
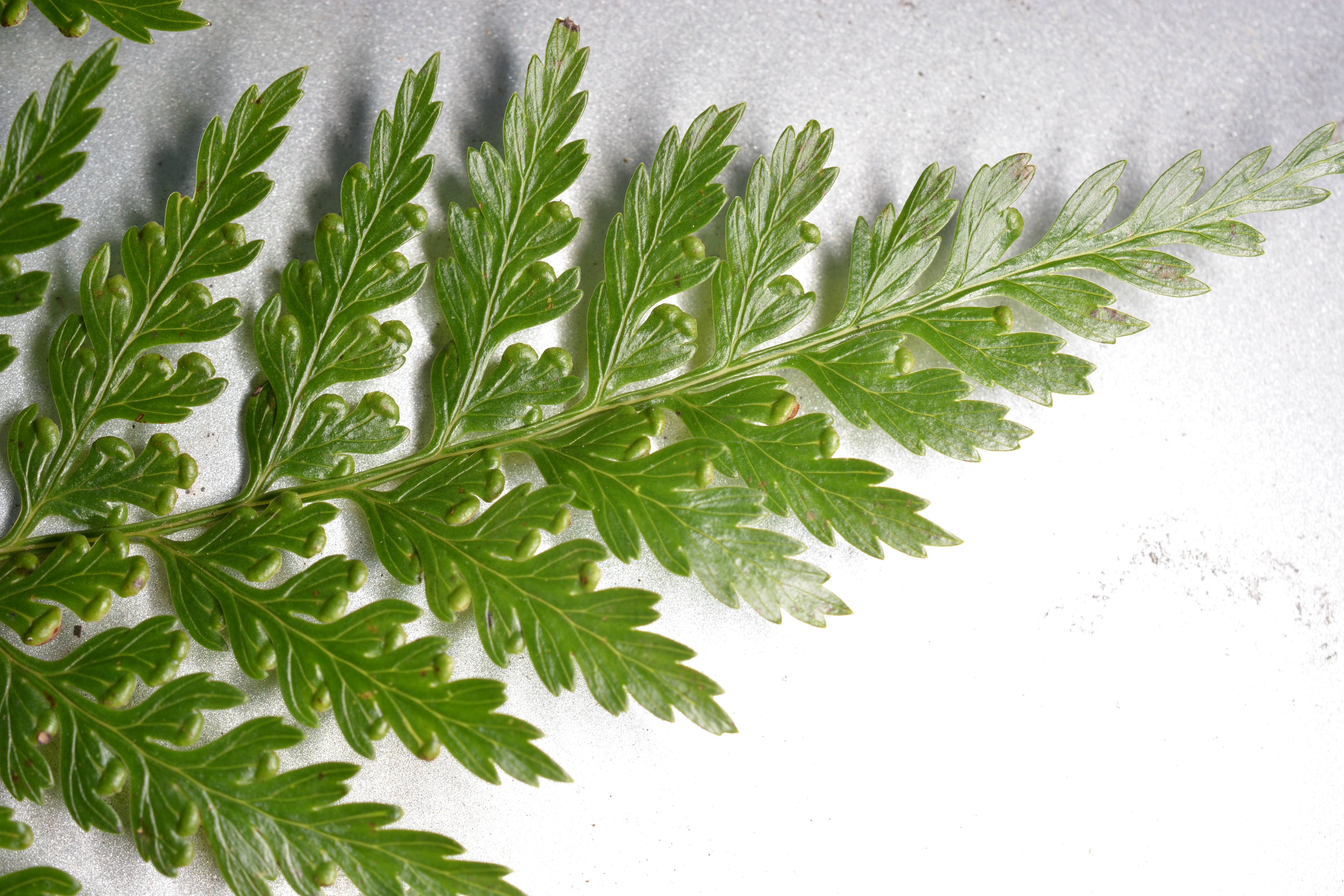
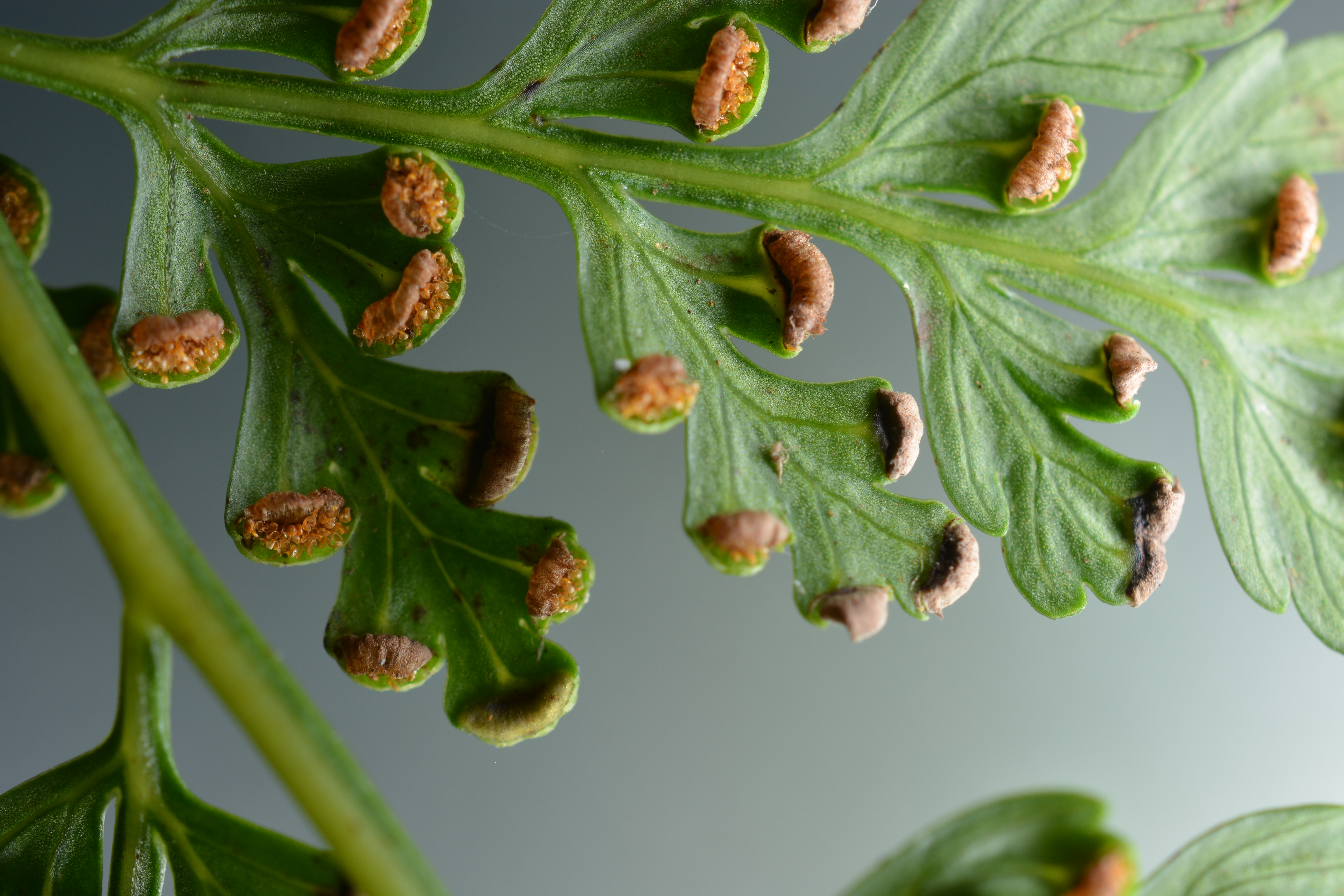